# Jahrbuch Extremismus & Demokratie
Das Jahrbuch Extremismus & Demokratie (E & D) ist ein seit 1989 jährlich erscheinendes Periodikum. Herausgegeben wird es von Uwe Backes und Eckhard Jesse, seit 2009 zusätzlich von Alexander Gallus und seit 2018 zusätzlich von Tom Thieme. Es wird im Nomos Verlag verlegt. Inhaltliche Schwerpunkte bilden die Bereiche Totalitarismus und Extremismus. Es gilt als Standardwerk in diesem Bereich.

## Zielsetzung
Grundlage des Jahrbuchs ist die Orientierung an Menschenrechten, Toleranz und politischem Pluralismus.
Der Anspruch der Herausgeber ist folgender: „Das Jahrbuch […] will die wissenschaftliche Beschäftigung mit dem Problemkreis des politischen Extremismus fördern. Die Entwicklung in Deutschland steht im Mittelpunkt. Ereignisse und Konstellationen des jeweils vorausgegangenen Jahres sollen dokumentiert und aufgearbeitet, die neu erschienene Literatur umfassend gewürdigt werden.“
Darüber hinaus soll es eine Handreichung für Politiker, Beamte, Sicherheitskräfte und Pädagogen sein.

## Aufbau
Derzeit ist das Jahrbuch wie folgt aufgebaut:
- Analysen
- Forum (unregelmäßig)
- Daten, Dokumente und Dossiers

- Biographisches Porträt
- Länderporträt (seit 1999)
- Zeitschriftenporträt (seit 1999)

- Literatur

## Inhalt
| Jahrgang  | Biografisches Porträt | Länderporträt | Zeitschriftenporträt                    |
| --------- | --------------------- | ------------- | --------------------------------------- |
| 01 (1989) | Bommi Baumann         | –             | –                                       |
| 02 (1990) | Adolf von Thadden     | –             | –                                       |
| 03 (1991) | Kurt Bachmann         | –             | –                                       |
| 04 (1992) | Michael Kühnen        | –             | –                                       |
| 05 (1993) | Werner Lotze          | –             | –                                       |
| 06 (1994) | Otto Ernst Remer      | –             | –                                       |
| 07 (1995) | Jakob Moneta          | –             | –                                       |
| 08 (1996) | Ulrike Marie Meinhof  | –             | –                                       |
| 09 (1997) | Günter Deckert        | –             | –                                       |
| 10 (1998) | Till Meyer            | –             | –                                       |
| 11 (1999) | Dieter Kunzelmann     | Frankreich    | wir selbst                              |
| 12 (2000) | Franz Schönhuber      | Nordirland    | Nation Europa                           |
| 13 (2001) | Horst Mahler          | USA           | konkret                                 |
| 14 (2002) | Gerhard Frey          | Belgien       | Junge Freiheit                          |
| 15 (2003) | Birgit Hogefeld       | Polen         | GegenStandpunkt                         |
| 16 (2004) | Andreas Baader        | Tschechien    | Bahamas                                 |
| 17 (2005) | Wolfgang Grams        | Schweiz       | Deutsche Stimme                         |
| 18 (2006) | Udo Voigt             | Russland      | Deutsche Geschichte                     |
| 19 (2007) | Holger Apfel          | Slowakei      | Criticón                                |
| 20 (2008) | Christian Worch       | Ungarn        | junge Welt                              |
| 21 (2009) | Andreas Molau         | Spanien       | Zeck                                    |
| 22 (2010) | Sahra Wagenknecht     | Südafrika     | Hier & Jetzt                            |
| 23 (2011) | Matthias Faust        | Dänemark      | Interim                                 |
| 24 (2012) | Jürgen Rieger         | Schweden      | RotFuchs                                |
| 25 (2013) | Lothar Bisky          | Norwegen      | Zuerst!                                 |
| 26 (2014) | Diether Dehm          | Island        | Muslim-Markt                            |
| 27 (2015) | Eric Breininger       | Griechenland  | Disput                                  |
| 28 (2016) | Jürgen Elsässer       | Türkei        | Kurier der Christlichen Mitte           |
| 29 (2017) | Gudrun Ensslin        | Uruguay       | Sezession                               |
| 30 (2018) | Björn Höcke           | Österreich    | Internationale Rosa-Luxemburg-Konferenz |
| 31 (2019) | Martin Sellner        | Serbien       | Marxistische Blätter                    |
| 32 (2020) | Bernhard Falk         | Kroatien      | Phase 2                                 |
| 33 (2021) | Lutz Taufer           | Rumänien      | Indymedia                               |
| 34 (2022) | Armin Mohler          | Estland       | Politically Incorrect                   |
| 35 (2023) | Abul Baraa            | Ukraine       | MSZ – Gegen die Kosten der Freiheit     |
| 36 (2024) |                       | Neuseeland    |                                         |

## Strukturdaten
Herausgeber des Jahrbuchs sind folgende Wissenschaftler:
- Uwe Backes, Politikwissenschaftler (Dresden)
- Alexander Gallus, Zeithistoriker (Chemnitz)
- Eckhard Jesse, em. Politikwissenschaftler (Chemnitz)
- Tom Thieme, Politikwissenschaftler (Rothenburg/O.L.)

Den wissenschaftlichen Beirat bilden:
- Klaus von Beyme (Heidelberg) †
- Karl Dietrich Bracher (Bonn) †
- Jürgen W. Falter (Mainz)
- Peter Graf von Kielmansegg (Mannheim)
- Frank Decker (Bonn)
- Manfred G. Schmidt (Heidelberg)
- Herfried Münkler (HU Berlin)
- Roland Sturm (Erlangen/Nürnberg)

Das Jahrbuch erscheint im Nomos Verlag in Baden-Baden (von 1989 bis 1994 im Bouvier Verlag in Bonn). Bis 2025 sind 36 Ausgaben erschienen. Parallel erscheint – ebenfalls bei Nomos – eine gleichnamige Schriftenreihe Extremismus & Demokratie.
Es gehört zur Anne-Frank-Shoah-Bibliothek, einer internationalen Forschungs- und Spezialbibliothek zum Holocaust.

## Besprechungen durch Wissenschaftler
Der 1. Jahrgang wurde durch den Politikwissenschaftler Andreas Sobisch (1992) besprochen: Die Serie verspreche demnach eine Bereicherung für jeden Interessierten in diesem Forschungsfeld tätig zu werden.
Der Historiker Jürgen Angelow (1999) kommentierte den 10. Jahrgang mit: „Resümierend wird man dem vorliegenden Jahrbuch ein breites Spektrum von Interpretationen, Sichtweisen und Deutungsmuster bescheinigen können.“
Karsten Fischer, Politikwissenschaftler, attestierte dem Jahrbuch zum zehnjährigen Jubiläum (2001) „ein selbstkritisches liberal-demokratisches Bewußtsein“. Es zeichne sich „durch eine starke Kontinuität aus, sowohl hinsichtlich seines Aufbaus, als auch hinsichtlich seiner Inhalte und dominierenden Perspektiven“, resümierend sei es „eine wertvolle Quelle, deren wissenschaftliche wie politische Bedeutung in den nächsten Jahren zunehmen dürfte“.
Lazaros Miliopoulos, Politikwissenschaftler, strich heraus, dass das Jahrbuch „eine überzeugende Systematik, große Spannbreite, erfrischende Vielfältigkeit der Positionen und eine kompetente und renommierte Autorenschaft“ vorweisen könne.
Der Politikwissenschaftler Manfred Funke (2003) befand zum 14. Jahrgang, dass das Jahrbuch E & D „zur Lektüre höchst empfehlenswert“ sei und „vor allem, wenn man Argumente braucht wider den Würdeverlust des Geistigen im Politischen.“
Jürgen Plöhn, Politikwissenschaftler, bemerkte 2010: „Wie sein Vorgänger bietet damit auch der 20. Band wertvolle Kenntnisse und Interpretationen zu einem breiten, jedoch häufig vernachlässigten Themengebiet.“
Nach Meinung des Politikdidaktikers Armin Scherb (2010) „sollte [das Jahrbuch] in keinem universitären Handapparat für ein Seminar, das sich mit der politischen Geschichte der Bundesrepublik Deutschland beschäftigt, fehlen. Für den Politik- und Geschichtsunterricht an Schulen oder in der außerschulischen Bildung erfüllt das Jahrbuch die Funktion eines Nachschlagewerkes.“
2011 hieß es von Seiten des Staatswissenschaftlers Robert Chr. van Ooyen: Das Jahrbuch sei „längst zum Standardwerk avanciert, das in der bundesdeutschen Extremismusforschung (die) Maßstäbe gesetzt hat.“
Der Politikwissenschaftler Harald Bergsdorf befand für 2013: „ein facettenreiches Kompendium an Analysen über verschiedene Extremismen im In- und Ausland“, das „viel sachliche und sachkundige Informationen, viel multiperspektivische Aufklärung und viel fundierten Diskussionsstoff“ liefere.

## Weitere Stimmen
2011 distanzierte sich der Linkspartei-Politiker Bodo Ramelow in einem offenen Brief von einer durch Jesse angebotenen Mitarbeit an dem Jahrbuch. Er argumentiert, dass das Druckwerk den Neofaschismus verharmlose, dass seine Herausgeber eine nicht valide politische Theorie geschaffen hätten, die sie nicht schlüssig begründen könnten, und dass, während linke Ideen durch den Vergleich mit dem Neofaschismus verteufelt würden, dieser verharmlost werde. Diese Verharmlosung werde auch durch Jesse selbst betrieben.
In der CDU-nahen Zeitschrift Die Politische Meinung, die von der Konrad-Adenauer-Stiftung herausgegeben wird, bezeichnete Michael Gregory 2012 das Jahrbuch als ein „Standardwerk der bundesdeutschen Extremismusforschung [mit] viele[n] lesenswerte[n] Rezensionen und aufschlussreiche[n] Analysen.“